# NGC 167
NGC 167 là một thiên hà xoắn ốc nằm cách Hệ Mặt trời khoảng 172 triệu năm ánh sáng trong chòm sao Kình Ngư. Nó được phát hiện vào năm 1886 bởi Francis Preserved Leavenworth.